# Unió egy Népi Mozgalomért
Unió egy Népi Mozgalomért (Union pour un Mouvement Populaire, UMP), eredetileg Unió az Elnöki Többségért (Union pour la Majorité Présidentielle)
egy francia konzervatív politikai párt volt. Elnökjelöltje a 2007 tavaszi elnökválasztáson Nicolas Sarkozy.
Mint a párt korábbi neve is mutatja, általában Jacques Chirac elnök politikájának támogatója. 2004-től kezdve azonban az önállósulás jegyeit mutatja. Jacques Chirac és Jean-Pierre Raffarin kormányának népszerűtlensége a párton belül Nicolas Sarkozy támogatását növelte, aki kezdetben Chirac támogatottja volt, majd az elnök riválisa lett. Az UMP például ellenezte Törökország felvételét az Európai Unióba, amit pedig Chirac nyíltan támogatott. 
Az UMP az Európai Néppárt és a Nemzetközi Demokrata Unió pártszövetségek tagja.

## Választások
A párt első megmérettetése a 2002-es választásokon volt, ahol nyertek, majd két év múlva a régióválasztásokon alulmaradtak (22 régióból 20-at elvesztettek). Az európai uniós választásokon sem értek el jó eredményeket.

## Utódpártja
2015. május 30-án Nicolas Sarkozy javaslatára úgy döntöttek, hogy a pártjuk nevét megváltoztatják, és a pártjukat átnevezték A Köztársaságiak névre.